# Saint-Lazare (métro de Paris)
Pour les articles homonymes, voir Saint-Lazare.
Saint-Lazare est une station des lignes 3, 12, 13 et 14 du métro de Paris, située à la limite des 8e et 9e arrondissements de Paris.
Elle constitue la deuxième station la plus fréquentée du réseau avec 33 millions de voyageurs entrant en 2021, la plaçant non loin derrière la station Gare du Nord. De fait, Saint-Lazare a longtemps été la station de métro la plus fréquentée de la capitale durant le XXe siècle.

## Situation
La station est implantée aux abords de la gare de Paris-Saint-Lazare, à la limite administrative entre le quartier de la Madeleine au sud-ouest, le quartier de l'Europe au nord-ouest, le quartier Saint-Georges au nord-est et le quartier de la Chaussée-d'Antin au sud-est. Les quais sont établis :
- sur la ligne 3, en courbe sous la cour de Rome, selon l'axe nord-est/sud-est de la rue de Rome, à fleur de sol au-dessus du tunnel de la ligne 13 ;
- sur la ligne 12, selon un axe est-ouest sous la rue Saint-Lazare, entre la place du Havre et le débouché de la rue de Caumartin ;
- sur la ligne 13, en alignement avec les quais de la ligne 12 sous la même rue, entre la cour du Havre et la cour de Rome, le long de l'hôtel Hilton Paris Opéra ;
- sur la ligne 14, en profondeur sous la cour de Rome, selon un axe nord-est/sud-ouest.

Le point d'arrêt de la ligne 3 s'intercale entre les stations Europe et Havre - Caumartin, tandis que celui de la ligne 12 est encadré par Trinité - d'Estienne d'Orves et Madeleine. La station de la ligne 13 se trouve entre Liège et Miromesnil, et celle de la ligne 14 entre Pont Cardinet et Madeleine.
Un court raccordement de service relie la voie de la ligne 12 en direction de Mairie d'Issy à celle de la ligne 13 pour Les Courtilles et Saint-Denis - Université, se raccordant en talon à chacune d'elles au niveau d'une courbe particulièrement serrée qui précède les points d'arrêt respectifs des deux lignes (en direction de Mairie d'Aubervilliers sur la ligne 12 et de Châtillon - Montrouge sur la ligne 13).
La ligne 9 passe sous le boulevard Haussmann, à proximité de la station mais sans toutefois la desservir directement compte tenu de sa relative distance avec cette dernière.

## Histoire

### Mises en service
La station est ouverte le 19 octobre 1904 avec la mise en service du premier tronçon de la ligne 3 de la Compagnie du chemin de fer métropolitain de Paris (dite CMP), entre les terminus provisoires d'Avenue de Villiers (aujourd'hui Villiers) et de Père Lachaise.
Le 5 novembre 1910, la station de la ligne A de la Société du chemin de fer électrique souterrain Nord-Sud de Paris (dite Nord-Sud) est mise en service avec l'inauguration de son premier tronçon, entre Porte de Versailles et le terminus provisoire de Notre-Dame-de-Lorette.
Le 26 février 1911, la station de la ligne B de la société du Nord-Sud est ouverte à son tour en tant que terminus sud de son premier tronçon depuis Porte de Saint-Ouen.
La station voisine Saint-Augustin ouvre le 27 mai 1923 avec la mise en service du premier prolongement de la ligne 9 depuis son terminus initial de Trocadéro, dont elle reprend alors le rôle de terminus nord-est depuis Exelmans durant une semaine, jusqu'à la mise en service d'une seconde extension à Chaussée d'Antin - La Fayette qui intervient le 3 juin suivant. Malgré sa proximité avec la station Saint-Lazare, aucune correspondance n'est alors aménagée, car la présence du tiroir de la ligne B du Nord-Sud devant la gare Saint-Lazare a imposé de positionner la ligne 9 plus au sud, sous le boulevard Haussmann, réduisant son potentiel de correspondances en l'éloignant de la gare.
Le 27 mars 1931, les lignes A et B deviennent respectivement les actuelles lignes 12 et 13 du métro à la suite de l'absorption du Nord-Sud le 1er janvier 1930 par sa concurrente, la CMP, qui gérait jusqu'alors la concession de l'essentiel des autres lignes du réseau.
La station de la ligne 13 conserve son rôle de terminus jusqu'au 27 avril 1973, date à laquelle la ligne précitée est prolongée d'une station au sud jusqu'à Miromesnil, dans le cadre de sa fusion avec l'ancienne ligne 14 qui avait pour terminus nord la station Invalides.
Le 14 juillet 1999, la station est mise en correspondance avec la nouvelle gare souterraine d'Haussmann - Saint-Lazare, desservie par la ligne E du RER dont elle constitue alors le terminus occidental. Par l'intermédiaire de celle-ci, une correspondance indirecte est dorénavant possible avec la station Havre - Caumartin sur les lignes 3 et 9 — créant ainsi une première connexion souterraine entre les lignes 9 et 12, inexistante jusqu'alors — ainsi qu'avec la gare d'Auber sur la ligne A du RER, cette dernière gare étant elle-même connectée à la station Opéra des lignes 3, 7 et 8.
Le 16 décembre 2003, la station de la ligne 14 est ouverte en tant que terminus nord de cette dernière depuis Bibliothèque François-Mitterrand, en remplacement du terminus initial de Madeleine. Par la même occasion, une nouvelle correspondance est créée avec la station Saint-Augustin sur la ligne 9 depuis les quais de la ligne 14 afin d'améliorer la desserte de la gare SNCF, tout en permettant également une seconde jonction souterraine indirecte entre les lignes 9 et 12.
Depuis le 14 décembre 2020, la station de la ligne 14 ne joue plus le rôle de terminus à la suite de l'inauguration du prolongement de celle-ci jusqu'à Mairie de Saint-Ouen, lequel a pour objectif de désaturer la ligne 13 dont la charge croissante était devenue critique aux heures de pointe.

### Origine du nom
La station doit sa dénomination à sa proximité avec la gare de Paris-Saint-Lazare ainsi qu'avec la rue Saint-Lazare, dont le nom fait référence à l'ancienne maison Saint-Lazare à laquelle la rue précitée conduisait jadis.

### Aménagements
Les quais des lignes 12 et 13 sont décorés dès l'origine dans le style caractéristique de la société du Nord-Sud, de couleur verte comme il en est d'usage dans les stations de correspondance et les terminus, selon les codes graphiques de la compagnie précitée. Cette teinte s'applique aux cadres publicitaires et aux entourages du nom de la station, en faïence avec motifs végétaux et lettres « NS » entrelacées, ainsi qu'aux dessins géométriques sur les piédroits et la voûte. Le nom de la station est incorporé dans la céramique murale en blanc sur fond bleu, de petite taille au-dessus des cadres publicitaires et de très grande taille entre ces cadres, tandis que les directions de la ligne sont inscrites sur la faïence des tympans.
Vers la fin des années 1950, les quais de la ligne 3 bénéficient d'une première modernisation avec la mise en place d'un carrossage métallique sur les piédroits, doté de montants horizontaux de couleur vert d'eau et de cadres publicitaires dorés, éclairés par le haut. Cette technique d'aménagement est alors largement déployée sur le réseau en tant que moyen de rénover les stations rapidement et à moindre coût.
Les points d'arrêt des lignes 12 et 13 ainsi que leurs couloirs d'accès perdent quant à eux leur carrelage blanc biseauté ainsi que leurs faïences vertes de style « Nord-Sud » dans les années 1970, au profit d'une déclinaison particulière du style « Mouton-Duvernet » dont les carreaux en céramique plats, posés horizontalement et alignés, sont en deux tons de bleu et en blanc au lieu des nuances d'orangé caractéristiques de ce type de décoration. Sur la ligne 12, les bandeaux lumineux, bien que typiques de ce style, sont suspendus du fait de la plus grande hauteur de la voûte, contrairement à ceux des autres stations qui sont placés au plus près de celle-ci. Cette décoration, similaire à celle que la station Opéra des lignes 7 et 8 possédait jusqu'en 2007, est par la suite complétée de sièges de style « Motte » de couleur bleu ciel afin de s'harmoniser avec la teinte dominante du carrelage mural.
La station de la ligne 3 perd son carrossage publicitaire au profit d'une décoration de style « Andreu-Motte » dans les années 1980, de couleur vert-de-gris avec le remplacement des faïences biseautées blanches d'origine par de grands carreaux blancs plats en l'occurrence. Les banquettes maçonnées ont ici la particularité d'être dépourvues de sièges et d'être parées d'un revêtement en pierre grise au lieu des carreaux plats habituels.
À l'occasion de l'ouverture de la ligne 14 le 16 décembre 2003, un couloir reliant son point d'arrêt à la station Saint-Augustin, sur la ligne 9, est aménagé afin d'améliorer la desserte de la gare SNCF, tandis qu'un vaste puits d'accès de forme circulaire est créé sous la cour de Rome, coiffé d'une bulle de verre permettant à la lumière naturelle de pénétrer en profondeur. En parallèle, les couloirs existants sont entièrement rénovés dans le cadre du programme « Renouveau du métro » de la RATP, et le hall originel de la station, aménagé en vaste rotonde sous la place du Havre par le Nord-Sud, perd ses mosaïques au sol représentant le logo de l'ancienne compagnie au profit d'un carrelage plus sobre, de couleur crème.
Les stations des lignes 12 et 13 sont modernisées en 2005, mettant fin à la décoration spécifique qu'elles partageaient jusqu'alors au profit d'un retour au carrelage blanc biseauté, sans toutefois restituer le style « Nord-Sud » d'origine (seuls les cadres publicitaires en faïence verte avec les lettres « NS » entrelacées étant reconduits). Saint-Lazare est ainsi une des rares anciennes stations du Nord-Sud dont la rénovation des années 2000 ne respecte pas la décoration d'origine à la lettre, avec Saint-Georges et Rennes sur la ligne 12 (tandis qu'Assemblée nationale rompt entièrement avec ce style).
Du 10 au 24 mars 2010, la station de la ligne 12 est, avec Opéra et Concorde sur la ligne 8 ainsi que Champs-Élysées - Clemenceau sur la ligne 13, une des quatre du réseau dotées sur certains quais de canapés de l'entreprise d'ameublement Ikea, accompagnés d’affiches créant un fond de salon en trompe-l’œil ainsi que de lampes de cette marque, les sièges habituels (de style « Motte » blancs) étant provisoirement démontés pour l'occasion.
Dans le cadre du plan d'actions voté en 2010 pour améliorer la régularité de la ligne 13, chroniquement saturée, ses quais sont équipés de portes palières en 2011, de même que onze autres stations de la ligne précitée, afin de prévenir les risques de chutes de voyageurs sur les voies.
Début novembre 2019, les banquettes grises caractéristiques des quais de la ligne 3 sont supprimées au profit de sièges « Akiko » individuels, installés au premier semestre 2020. De couleur cyan, ils s'harmonisent ainsi avec la teinte vert-de-gris des rampes d'éclairage de style « Andreu-Motte ».
Dans le cadre du prolongement de la ligne 14 jusqu'à Mairie de Saint-Ouen, ses quais font l'objet de travaux d'adaptation entre 2018 et 2020 afin de permettre l'arrivée de nouvelles rames MP 14 à huit voitures, contre six pour les MP 89 et MP 05. Prévus dès l'origine pour accueillir des trains de 120 mètres de long, ils n'étaient initialement aménagés que sur 90 mètres, car le manque de place dans le tiroir de retournement avait imposé de placer les appareils de voie dans l'espace inutilisé par les rames à quai (situation très rare que la station partageait avec Place Monge sur la ligne 7).

Aménagements de la station
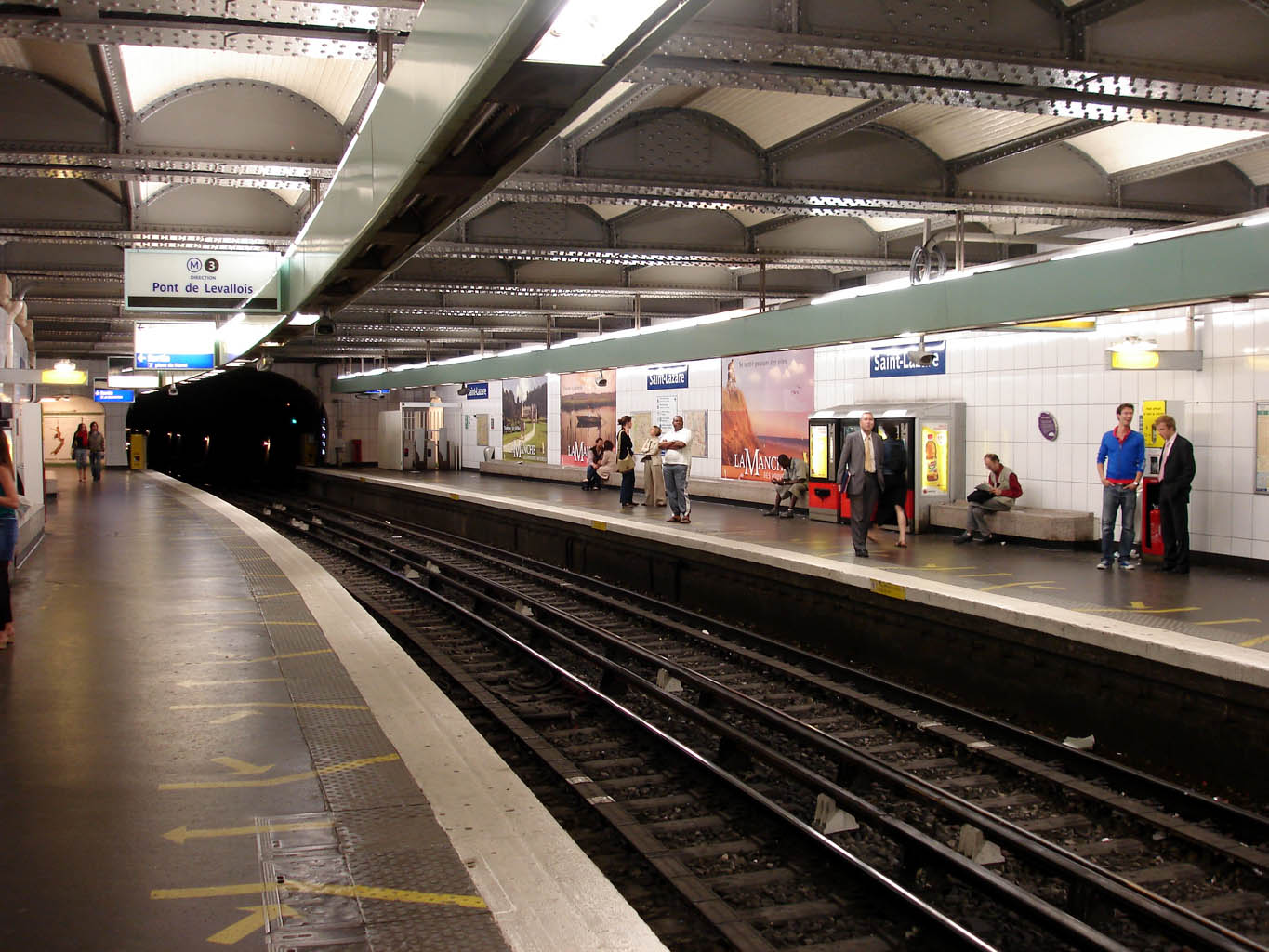
Les quais de la ligne 3 en 2007 avant le retrait des banquettes grises maçonnées.
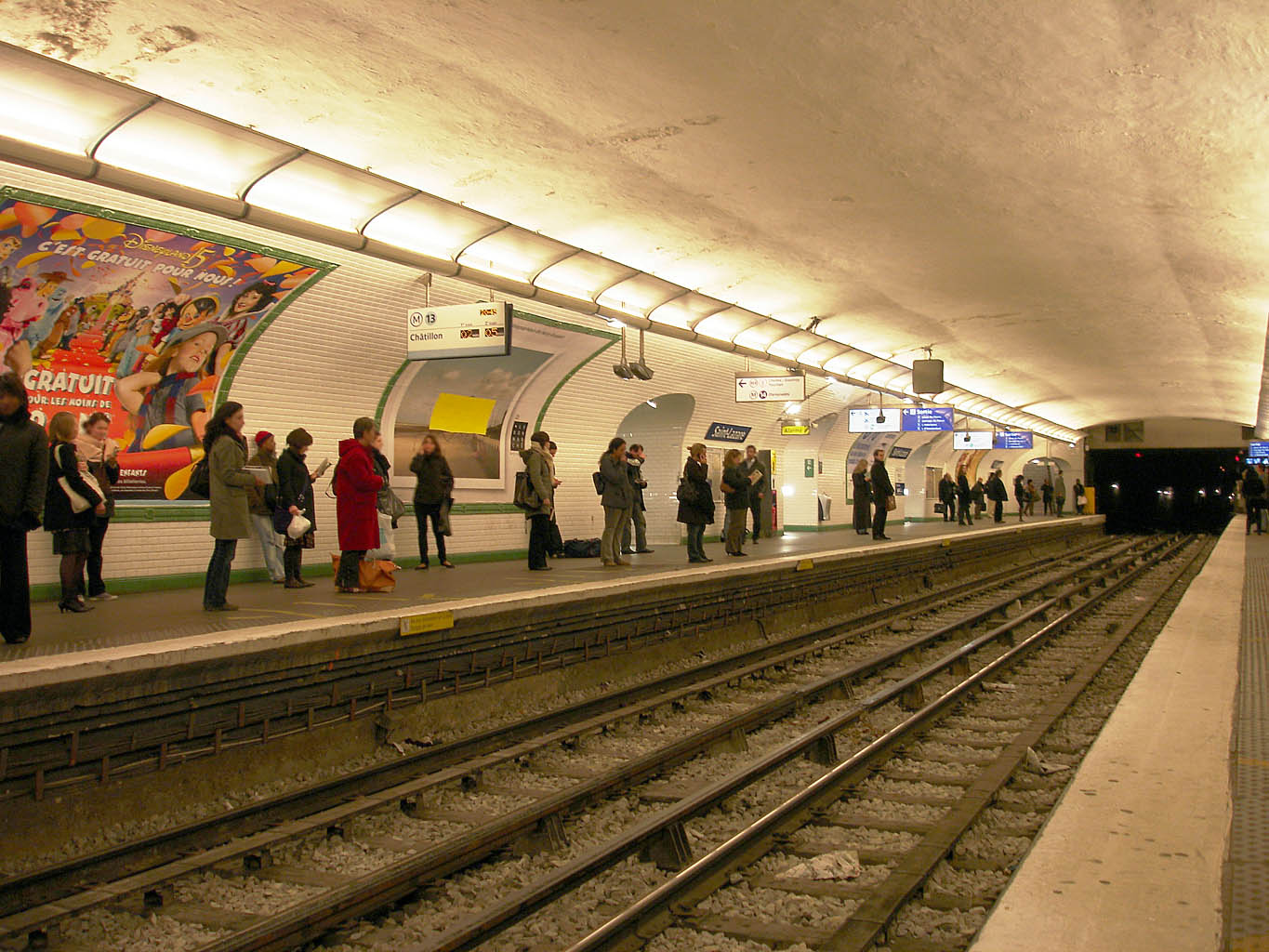
Les quais de la ligne 13 en 2008 avant la mise en place des portes palières mi-hauteur.
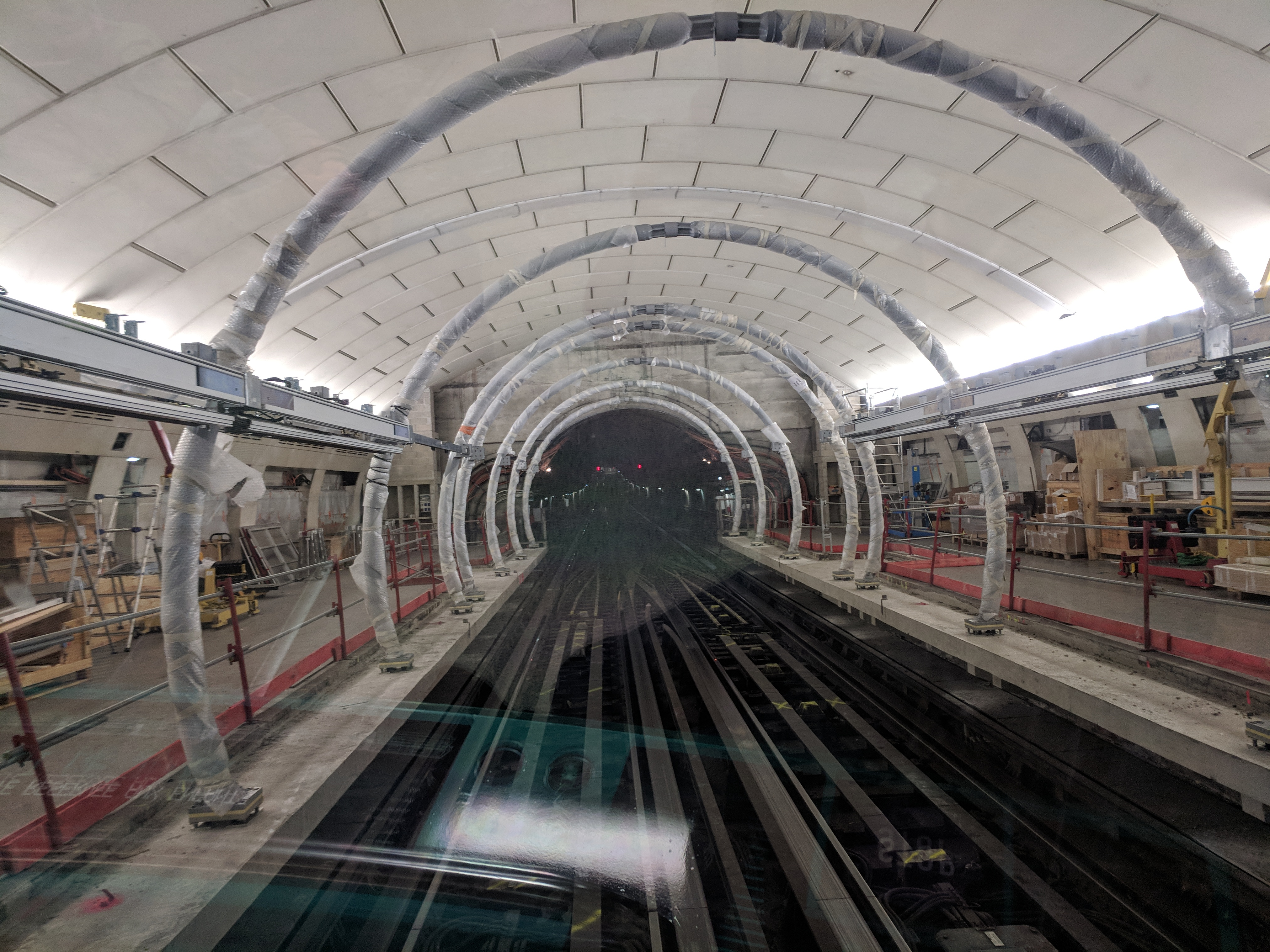
Travaux d'installation de portes palières sur l'extension des quais de la ligne 14, fin 2018.

### Fréquentation
Selon les estimations de la RATP, la station a vu entrer 46 923 920 voyageurs en 2019, ce qui la place à la deuxième position des stations de métro pour sa fréquentation. En 2020, avec la crise du Covid-19, son trafic annuel tombe à 26 904 975 voyageurs, la classant de nouveau au premier rang des stations du réseau pour son trafic, soit une place qu'elle a longtemps occupé au cours du XXe siècle avant d'être supplantée par Gare du Nord. En 2021, sa fréquentation remonte progressivement avec 33 128 384 entrants comptabilisés, ce qui la rétrograde cependant en seconde position.

## Services aux voyageurs

### Accès
La station comporte 11 accès :
- Accès no 1 « cour de Rome » : escaliers mécaniques (entrée et sortie), escalier cour de Rome. L'accès est équipé d'un édicule de verre (La Lentille[7],[8],[9],[10]) dont l'auteur est Jean-Marie Charpentier ;
- Accès no 2 « Place du Havre » : deux escaliers au 13, place du Havre ;
- Accès no 3 « passage du Havre » : deux escaliers au 14, place du Havre, doublés d'un accès direct au centre commercial du passage du Havre ;
- Accès no 4 « galerie des Marchands » : escaliers mécaniques (entrée et sortie) vers la galerie marchande en lien avec la gare SNCF ;
- Accès no 5 « rue Intérieure » : rue Intérieure (accès à la gare SNCF) ;
- Accès no 6 « place Gabriel-Péri » : place Gabriel-Péri ;
- Accès no 7 « rue de l'Arcade » : 62, rue de l'Arcade (angle rue de Rome) ;
- Accès no 8 « rue d'Amsterdam » : un escalier face au 2, rue d'Amsterdam ;
- Accès no 9 « cour du Havre » : un escalier mécanique en sortie cour du Havre ;
- Accès no 10 « rue Caumartin » : un escalier au 95-97, rue Saint-Lazare ;
- Accès no 11 « rue Saint-Lazare » : 92, rue Saint-Lazare.

### Couloirs
Le hall originel de la station, implanté sous la place du Havre entre les points d'arrêt des lignes 12 et 13, est aménagé par l'architecte Lucien Bechmann sous la forme d'une vaste rotonde octogonale, héritage de l'ancienne compagnie du Nord-Sud. Elle est soutenue par de multiples piliers ornés de moulures et de carreaux en céramique dessinant des motifs marron clair et verts, tandis que la voûte est carrelée en blanc avec des frises vertes. Les piliers reçoivent régulièrement des affiches publicitaires rétro-éclairées à l'occasion de certaines campagnes publicitaires ou événementielles.
Au fond du puits de la cour de Rome, la mezzanine circulaire surplombant les quais de la ligne 14 prend la forme d'un vaste cadran d'horloge vu depuis les niveaux supérieurs : le sol, carrelé en gris anthracite sur le pourtour et en gris clair au centre, présente les chiffres de 1 à 12 en métal ainsi que les quatre points cardinaux représentés en lettres métalliques également. L'heure exacte était indiquée au moyen repères lumineux encastrés dans le sol, aujourd'hui obturés, qui s'allumaient en bleu. En outre, les murs en pierre du puits accueillent ponctuellement des expositions graphiques.
Un couloir établi en légère courbe relie la station Saint-Augustin de la ligne 9 à l'extrémité sud-ouest de la station Saint-Lazare de la ligne 14 et, en conséquence, à la gare de Paris-Saint-Lazare ainsi qu'à la ligne 12, qui croise la ligne 9 sans connexion directe. La station est par ailleurs incorporée à la plus longue correspondance du métro de Paris, laquelle relie les stations Opéra et Saint-Augustin via les gares RER d'Auber et d'Haussmann - Saint-Lazare, ces dernières communiquant entre elles par l'intermédiaire d'un espace de la station Havre - Caumartin, sur les lignes 3 et 9.
Cas unique pour un accès à la ligne 14, le couloir la reliant à la ligne 9 est entièrement décoré en carrelage blanc biseauté typique des stations du métro « historique », quand la première ligne précitée utilise habituellement ses propres styles décoratifs contemporains pour ses couloirs d'accès.
Depuis 2011, une mosaïque de l'artiste québécoise Geneviève Cadieux, intitulée La Voix lactée, est installée dans ce même couloir à hauteur de la bifurcation entre les directions Saint-Denis Pleyel et Aéroport d'Orly de la ligne 14. Cette œuvre d'art fut offerte à la RATP par la Société de transport de Montréal (STM) en échange d'un édicule Guimard ayant appartenu à la station Charles de Gaulle - Étoile sur les lignes 1, 2 et 6. Celui-ci est dorénavant installé à la station Square-Victoria–OACI du métro de Montréal, et constitue à ce jour seul exemplaire original ayant fait l'objet d'un échange artistique avec un réseau de métro étranger, tous les autres édicules Guimard offerts par la RATP étant des reproductions à l'identique d'entourages existants.

Couloirs et salles d'échanges
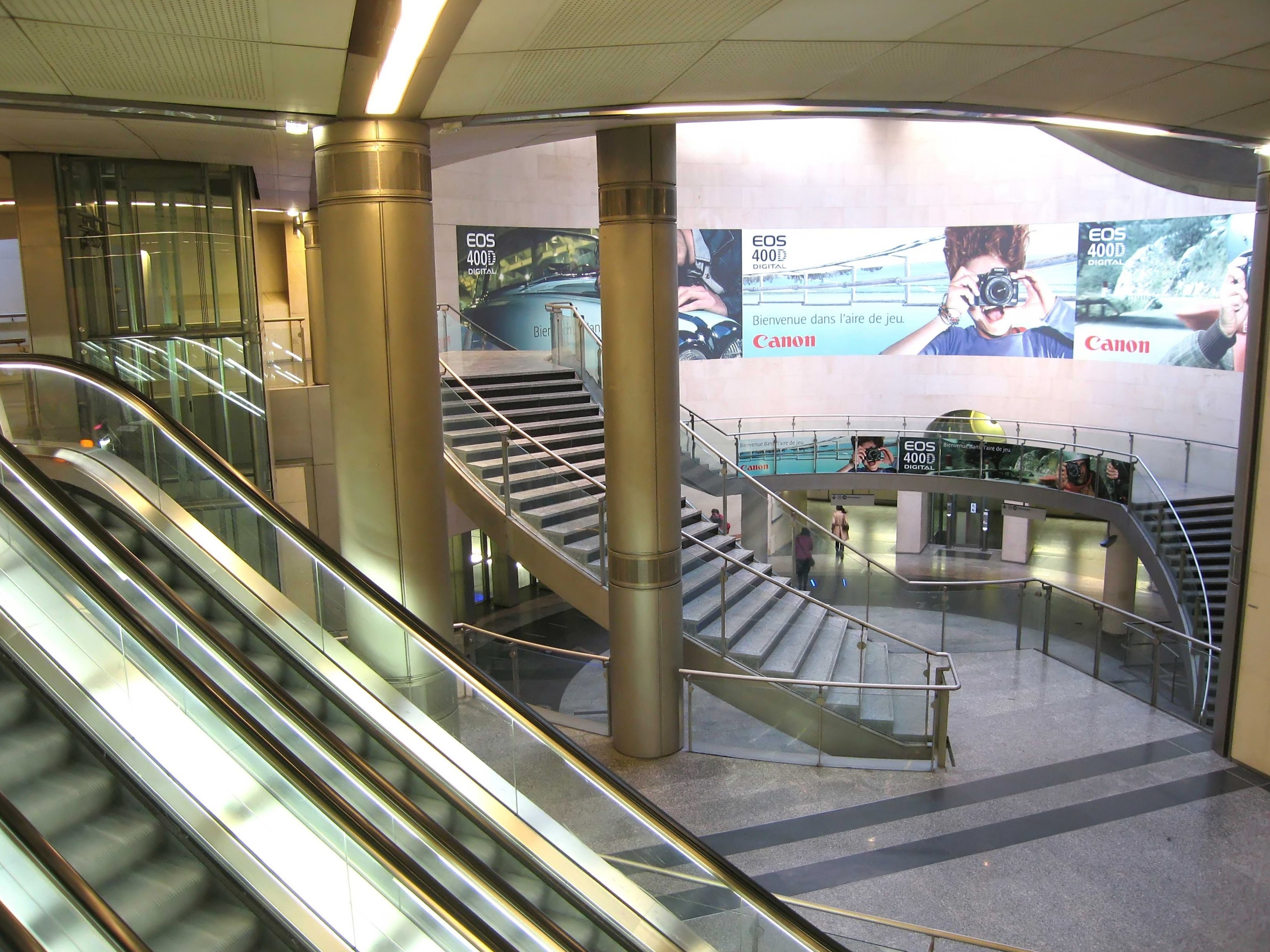
La salle d'échanges créée sous la cour de Rome en 2003 avec l'arrivée de la ligne 14.
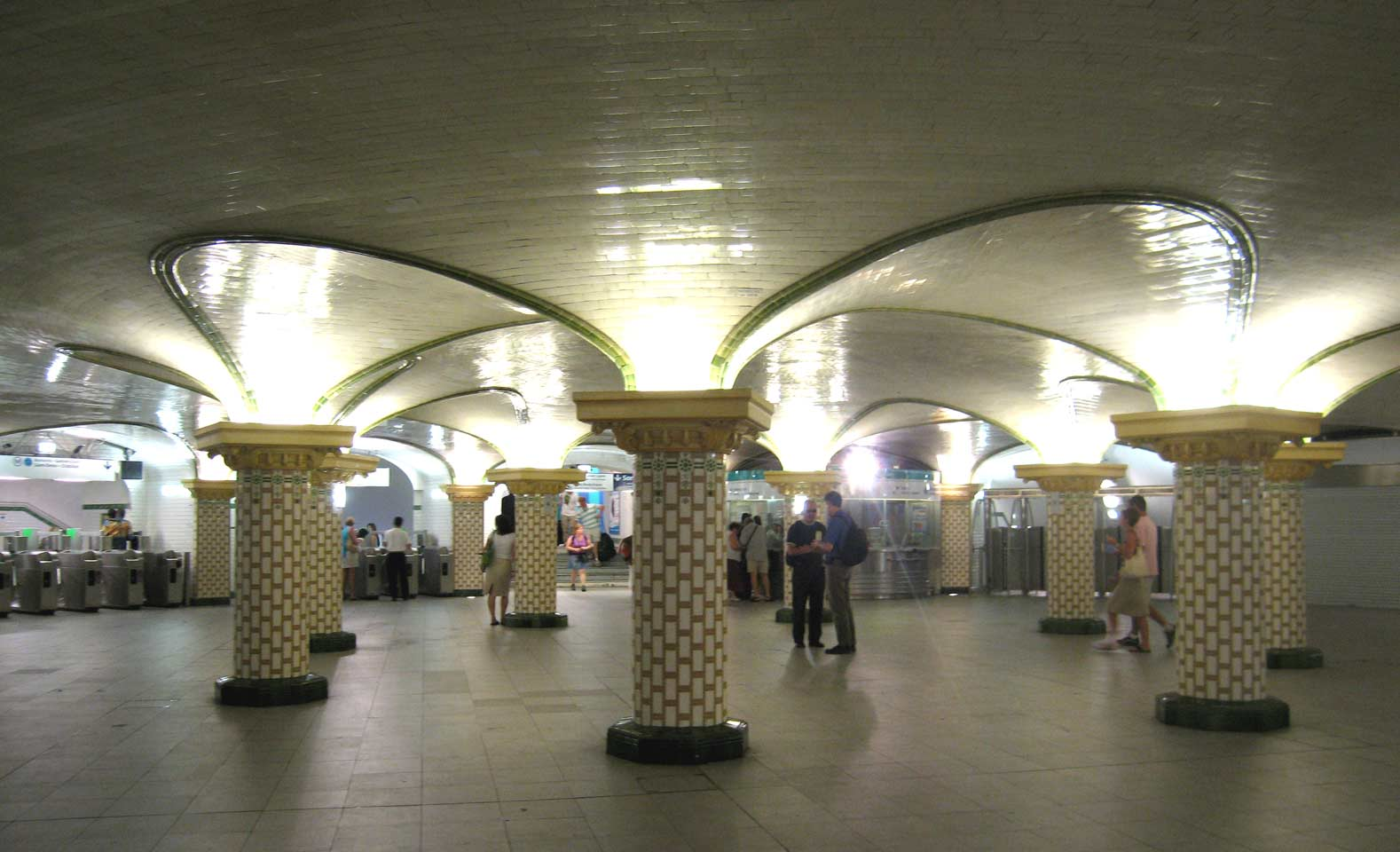
Le hall originel de la station, aménagé par l'ancienne société du Nord-Sud sous la cour du Havre.
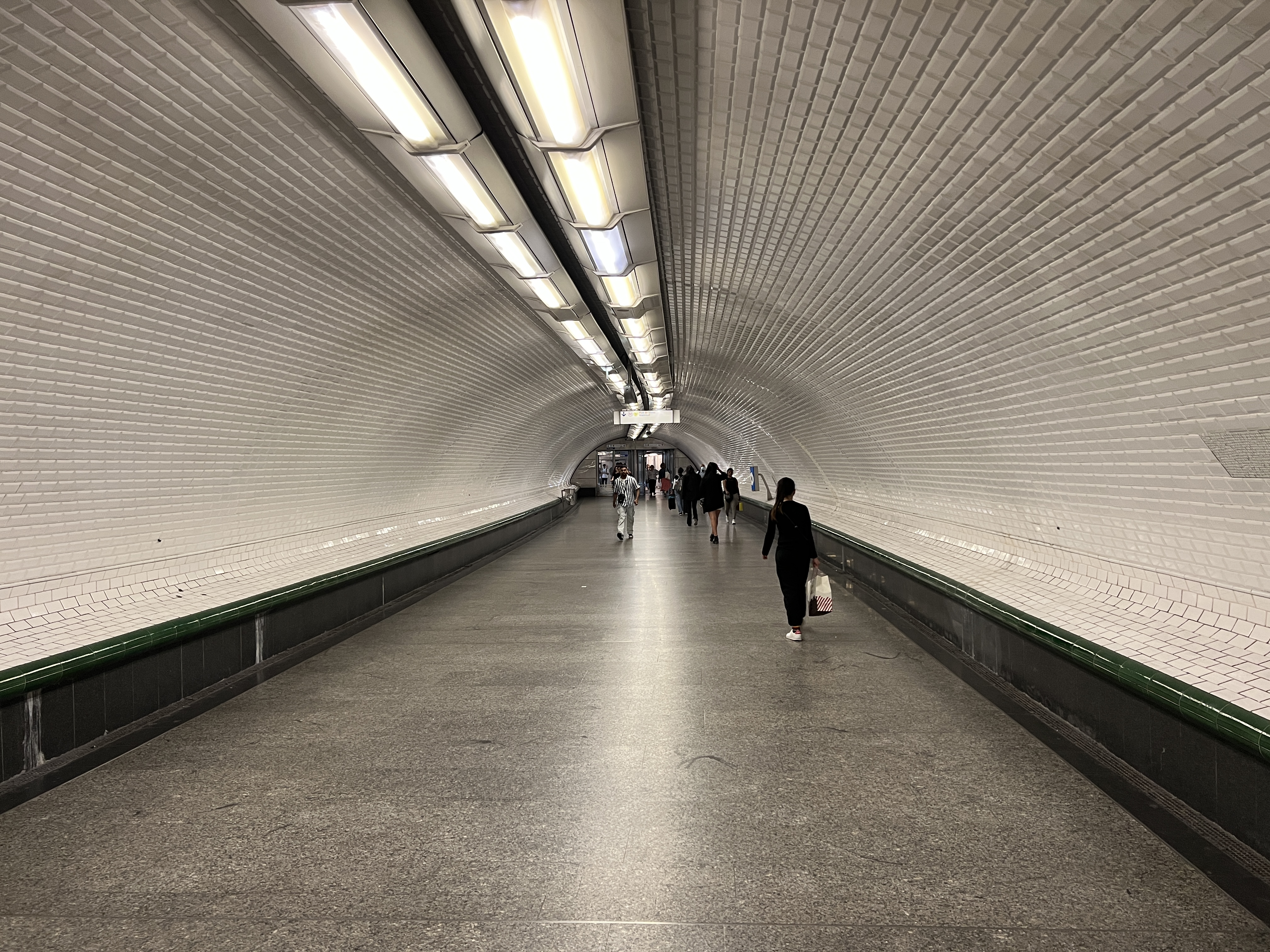
Le couloir reliant les quais de la ligne 14 à la station Saint-Augustin de la ligne 9.
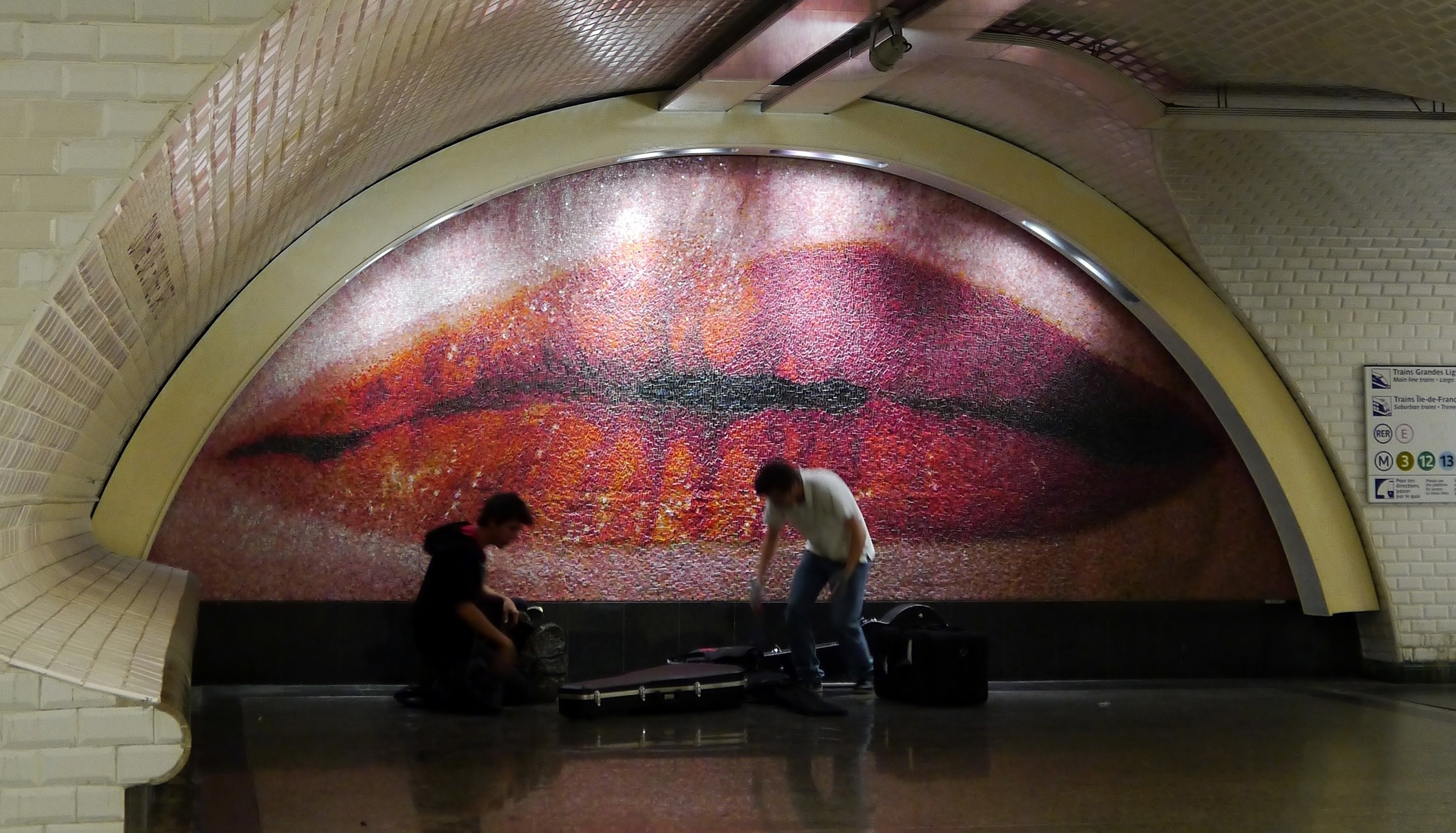
La mosaïque La Voix lactée de l'artiste québecoise Geneviève Cadieux, ornant le couloir reliant les lignes 9 et 14.

### Quais
Les quais des quatre lignes sont de configuration standard pour le métro de Paris : au nombre de deux par point d'arrêt, ils sont séparés par les voies du métro situées au centre. Ceux des lignes 3, 12 et 13 sont d'une longueur conventionnelle de 75 mètres, tandis que ceux de la ligne 14 mesurent 120 mètres de longueur, comme l'ensemble des stations de cette ligne dont l'exploitation est assurée par des rames de huit voitures.
La station de la ligne 3, établie en courbe, est construite à fleur de sol : le plafond, supportant la chaussée en surface, est constitué d'un tablier métallique dont les poutres, peintes en argenté, sont elles-mêmes soutenues par des piédroits verticaux et reliées entre elles par des cornières, lesquelles portent des voûtains en briques peints en blanc. La décoration est de style « Andreu-Motte » aux tons relativement neutres par rapport aux couleurs habituellement employées, avec deux rampes lumineuses vert-de-gris, les piédroits et tympans recouverts de grands carreaux plats blancs en grès étiré ainsi que des sièges « Akiko » de couleur cyan (lesquelles remplacent d'anciennes banquettes maçonnées de teinte grise). Les publicités sont dépourvues de cadres et le nom de la station est inscrit en police de caractères Parisine sur des plaques émaillées.

Quais de la ligne 3
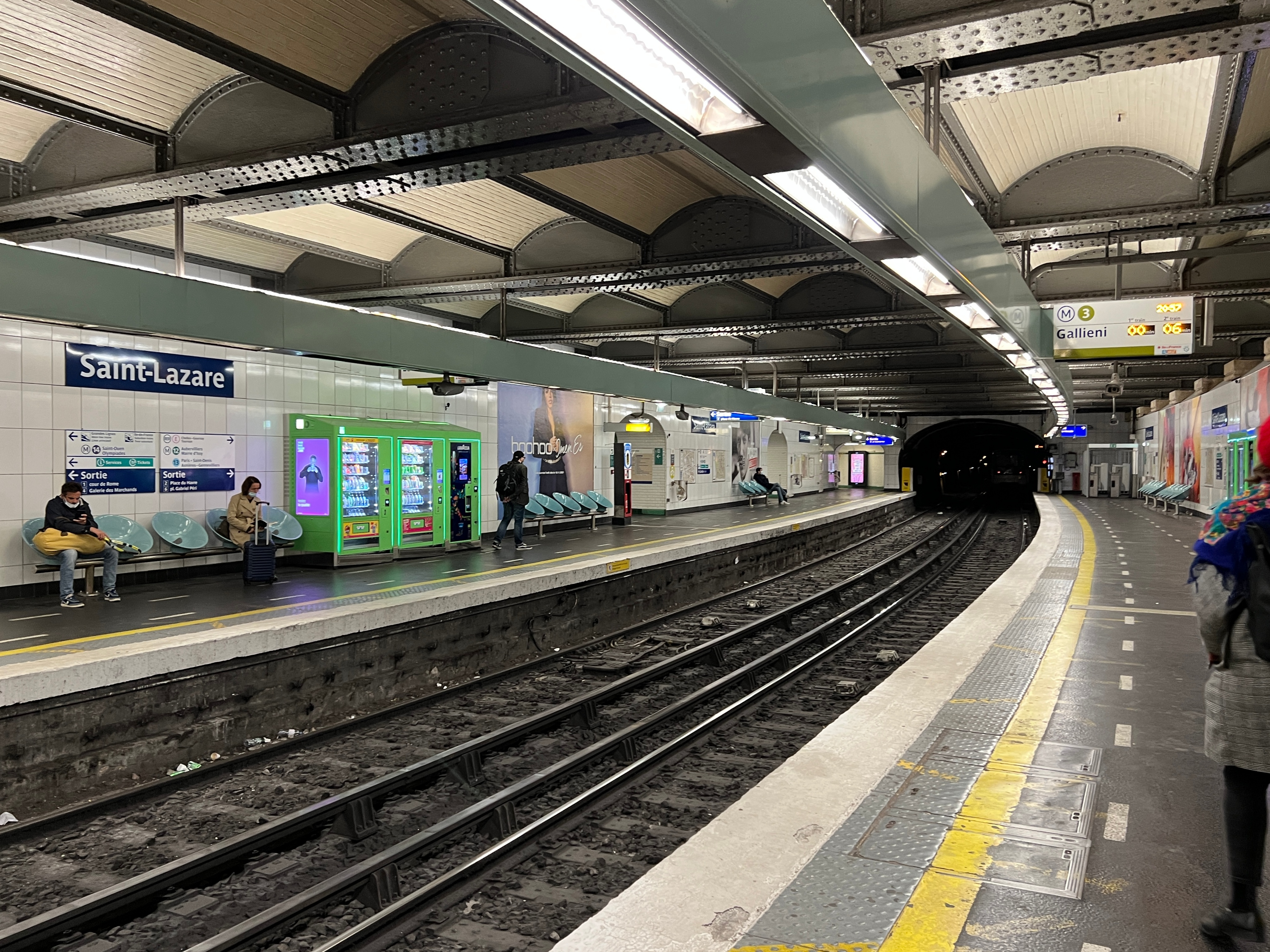
Vue d'ensemble des quais en direction de Gallieni.
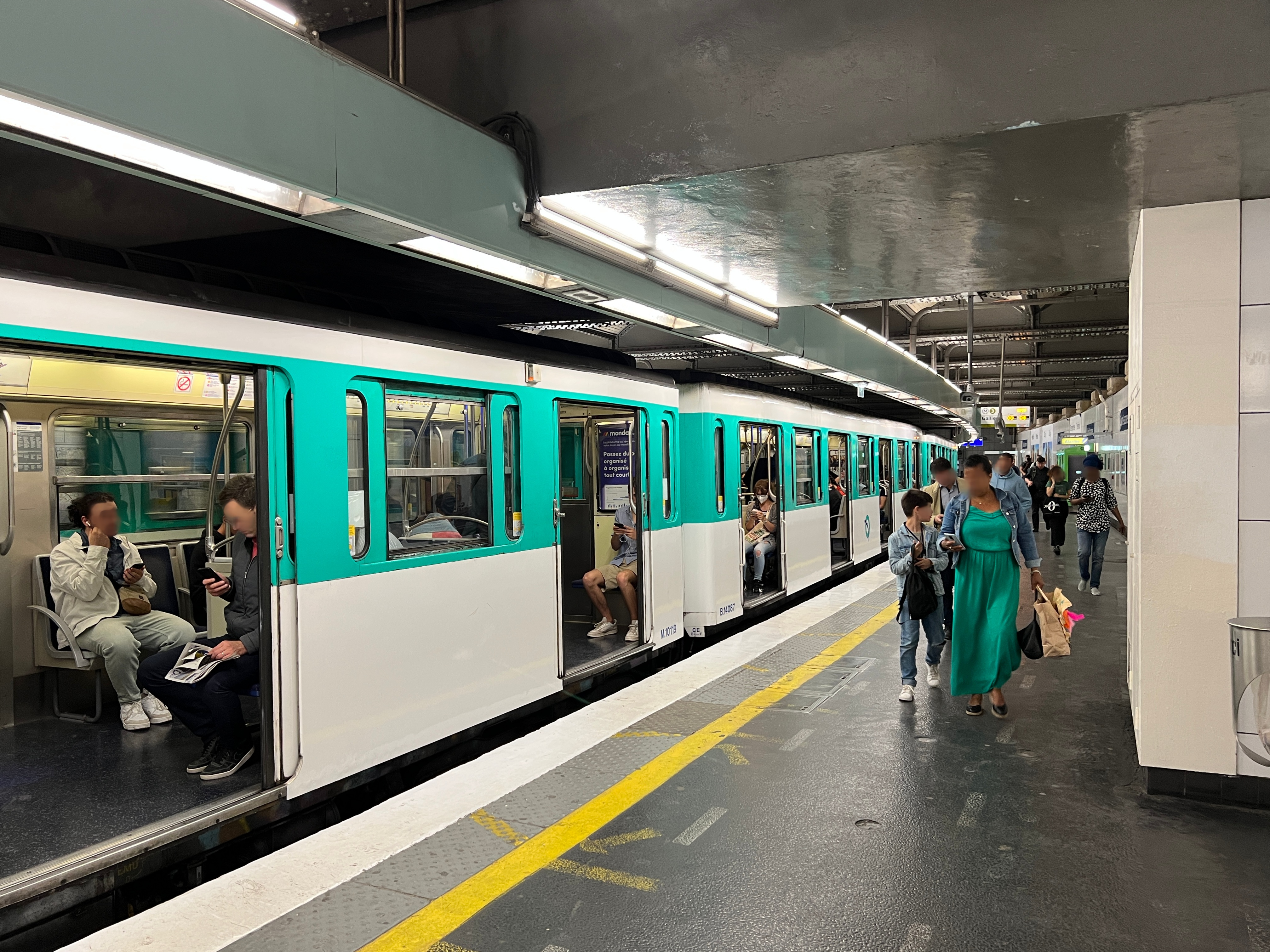
Rame MF 67 marquant l'arrêt en direction de Gallieni.
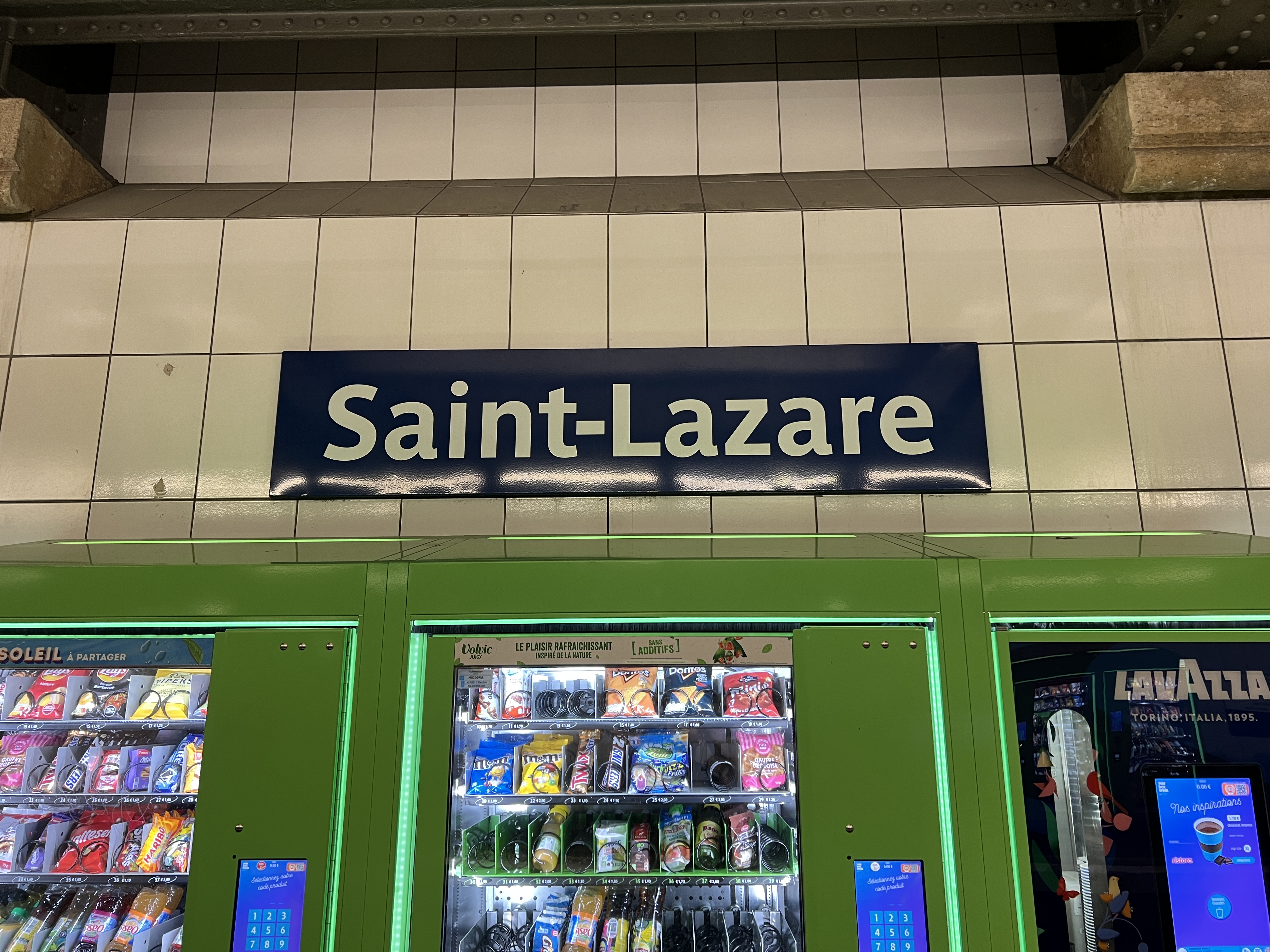
Plaque émaillée indiquant le nom de la station.

Sur les lignes 12 et 13, la voûte est elliptique et la partie inférieure des piédroits est verticale, selon un profil spécifique aux anciennes stations du réseau Nord-Sud. Ces deux points d'arrêt font partie des rares stations de cette société à ne pas avoir retrouvé leur style originel à leur rénovation dans les années 2000 (avec les stations Saint-Georges et Rennes de la ligne 12), seuls les cadres publicitaires en faïence de couleur verte avec motifs végétaux et lettres « NS » entrelacées étant restitués. La décoration des deux lignes est assez semblable, se rapprochant du style utilisé pour la majorité des stations de métro : les bandeaux d'éclairage sont blancs et arrondis dans le style « Gaudin » du renouveau du métro des années 2000, et les carreaux en céramique blancs biseautés recouvrant les piédroits, la voûte ainsi que les tympans, sur la ligne 12, tandis que la voûte de la ligne 13, plus basse, est simplement peinte en blanc. La station de la ligne 13 se distingue également par la présence de portes palières mi-hauteur afin de prévenir les risques de chutes de voyageurs sur les voies, et par l'absence de sièges en raison de son importante fréquentation, contrairement aux quais de la ligne 12 qui disposent de sièges blancs de style « Motte ». Le nom de la station figure en typographie Parisine sur des plaques émaillées dans les deux cas.

Quais de la ligne 12
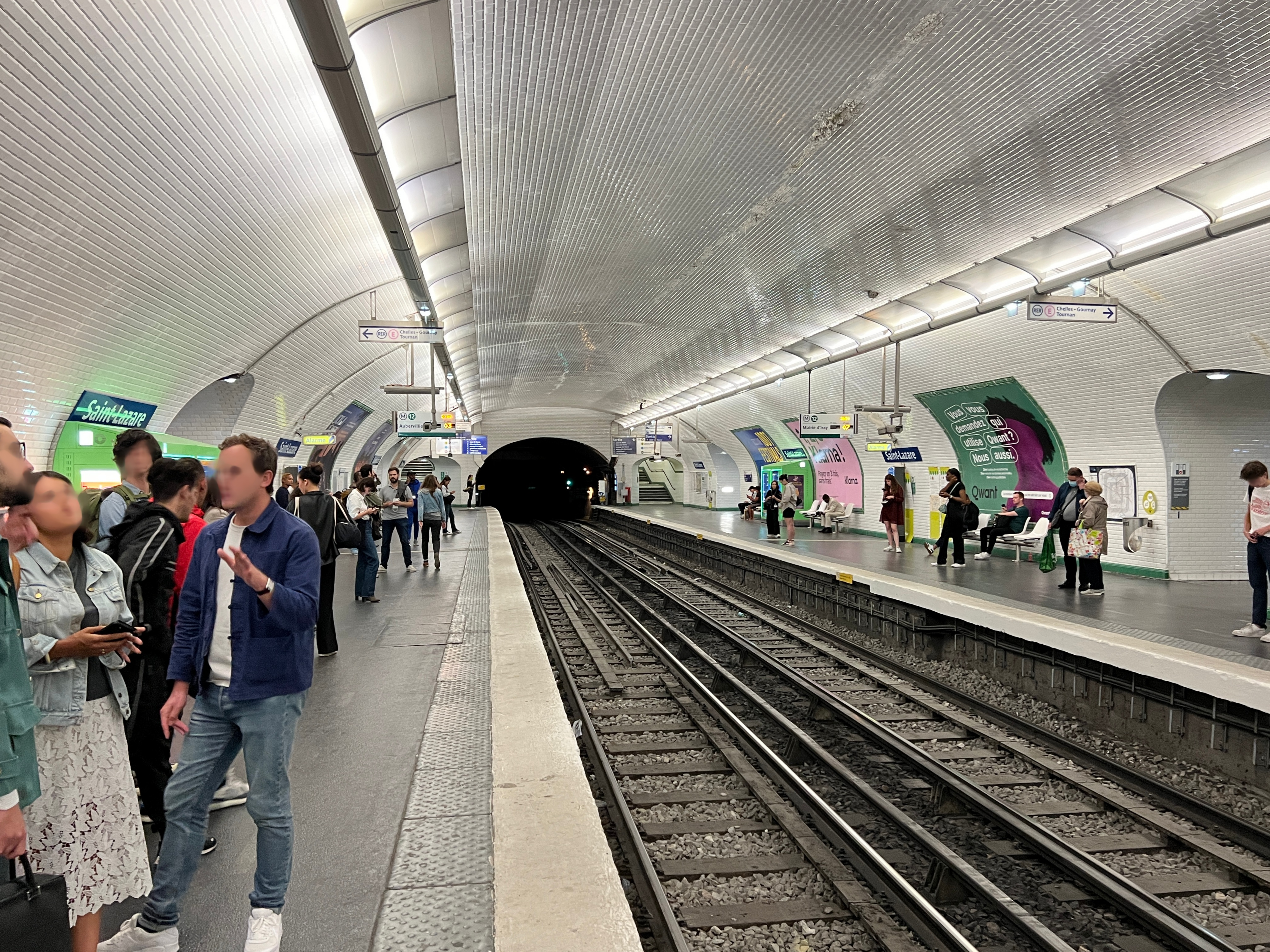
Vue d'ensemble des quais en direction de Mairie d'Issy.
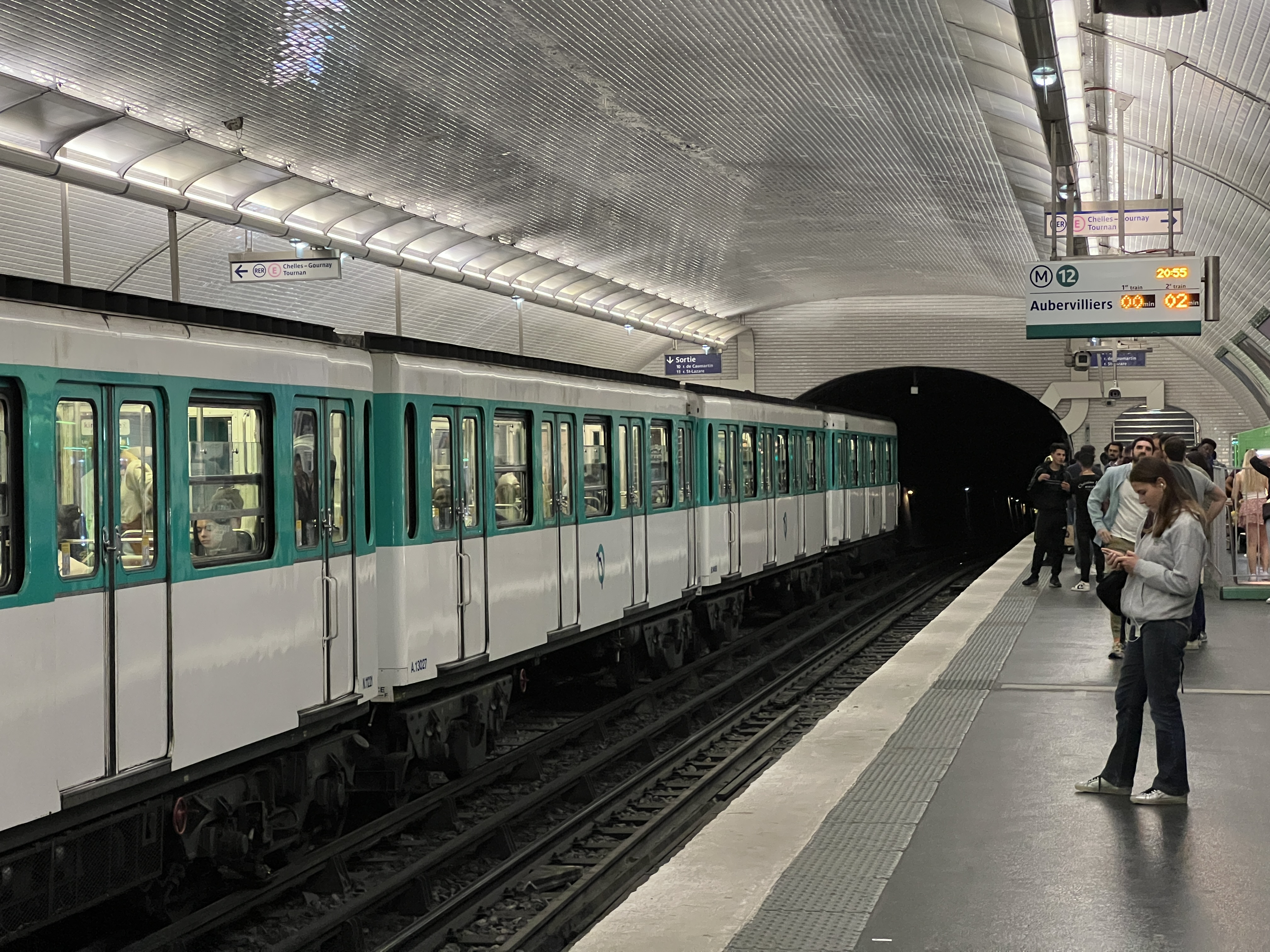
Rame MF 67 à quai en direction de Mairie d'Issy.
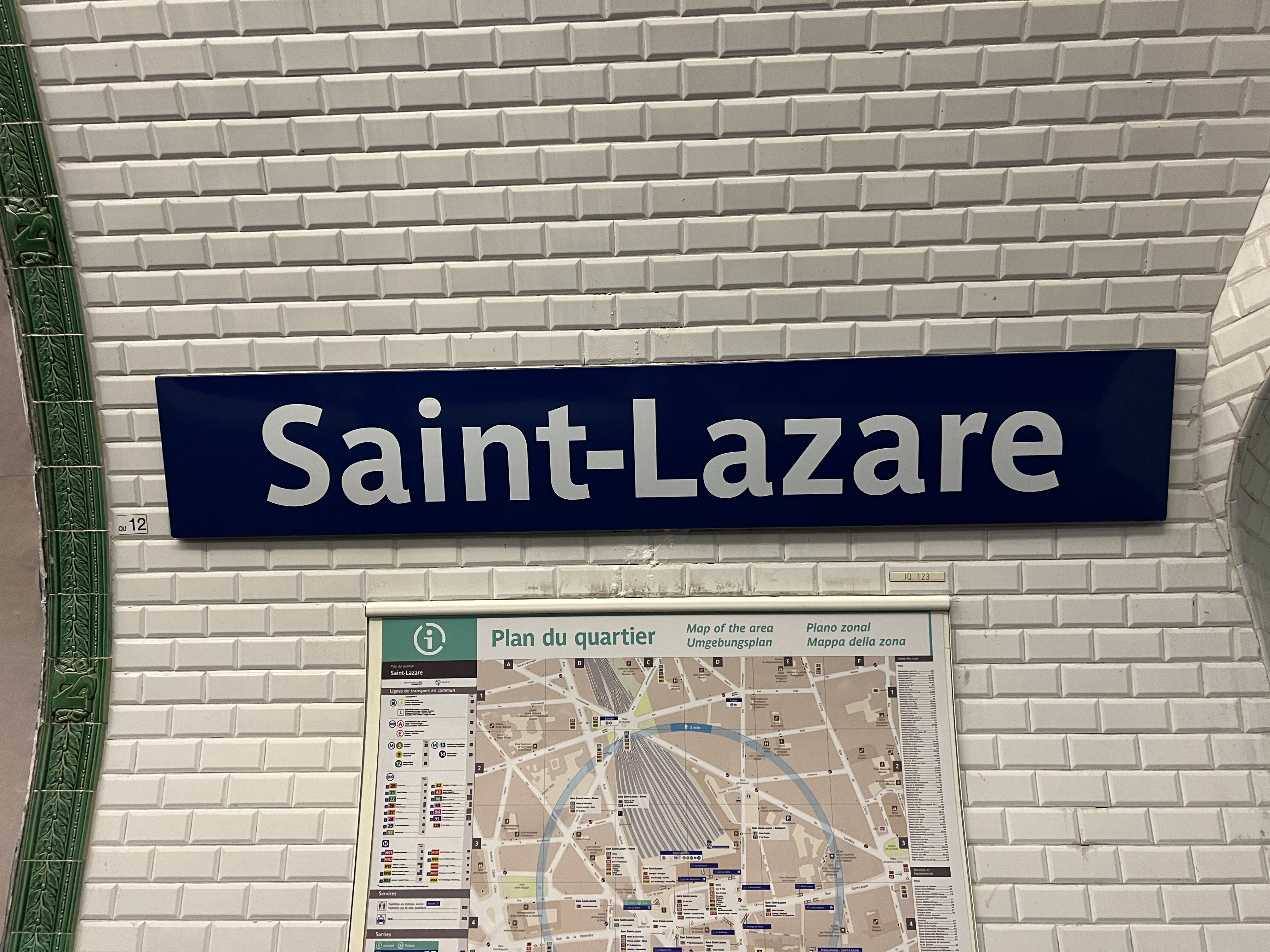
Plaque nominative de la station en tôle émaillée.

Quais de la ligne 13
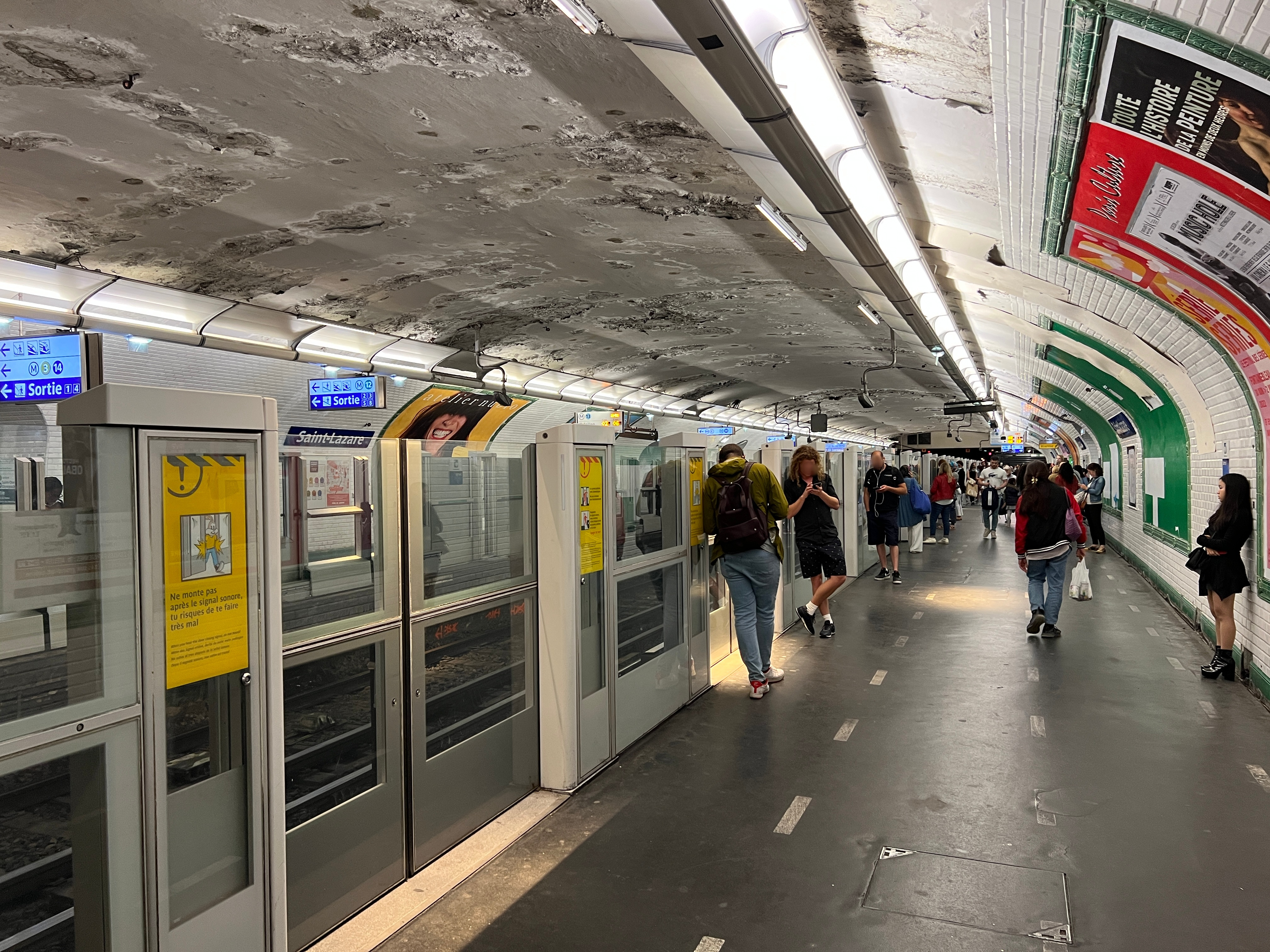
Le quai pour Les Courtilles et Saint-Denis - Université.
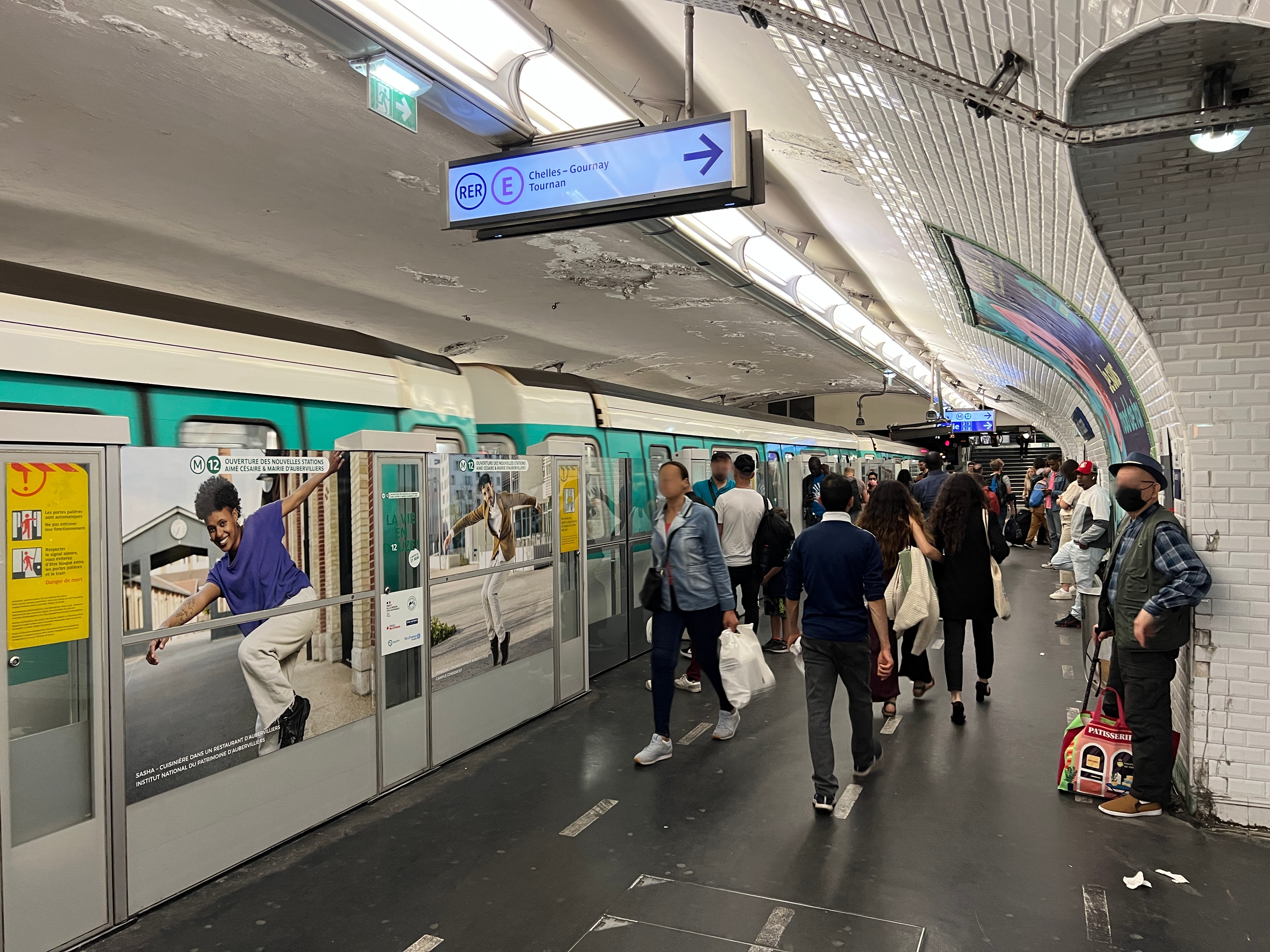
Rame MF 77 quittant la station vers le nord de la ligne.
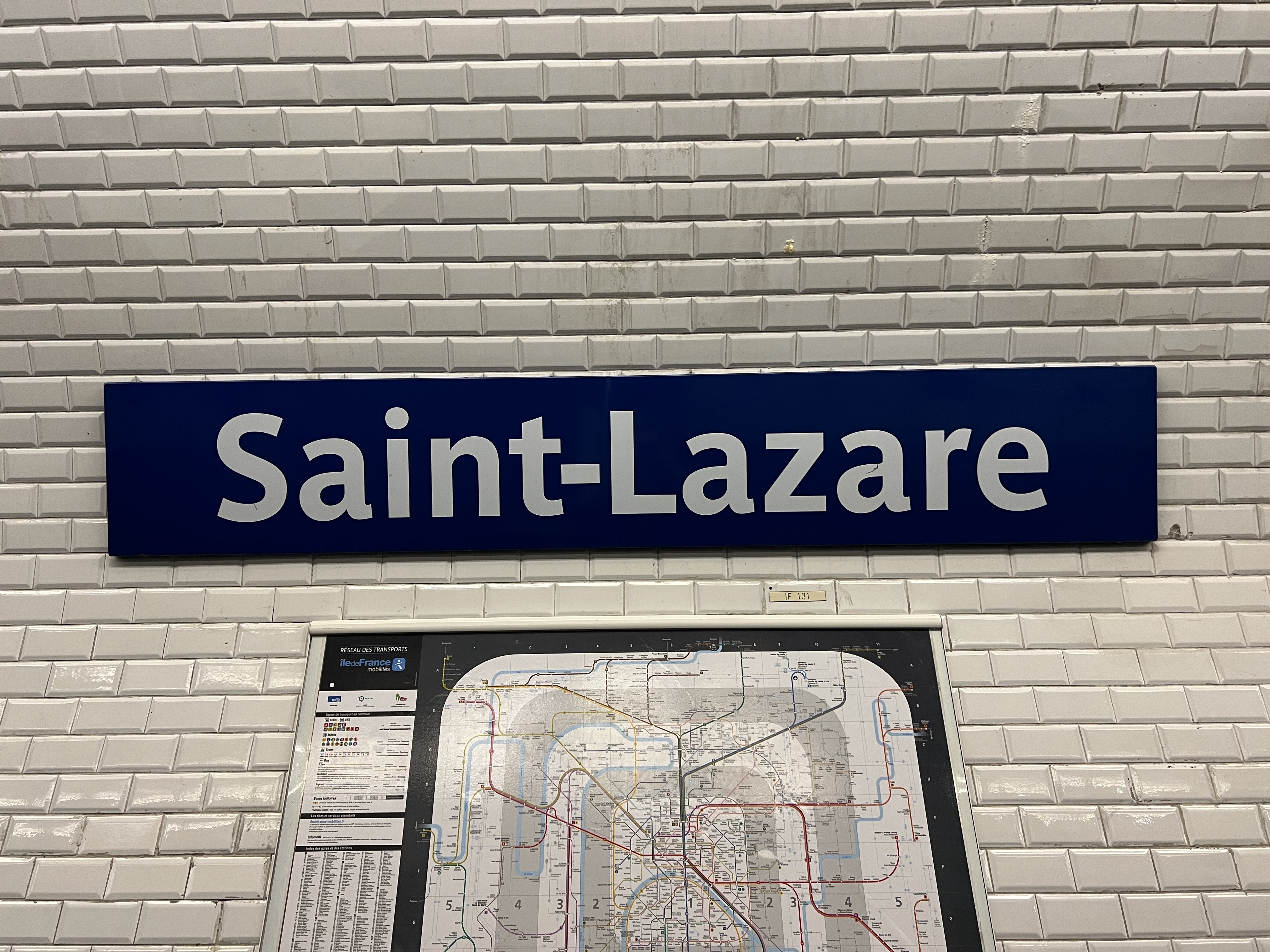
Plaque émaillée indiquant le nom de la station.

La station de la ligne 14 est établie à grande profondeur sous le puits de la cour de Rome, lequel interrompt la voûte elliptique sous la forme d'une vaste passerelle vitrée et apporte un peu de lumière naturelle sur les quais. À l'instar des autres stations de la ligne ouvertes entre 1998 et 2007, elle possède une décoration moderne et sobre avec du béton clair, des planches de verre sur les piédroits ainsi que des sièges en bois. Les quais sont carrelés en gris clair sur l'essentiel de leur largeur et en gris anthracite le long des voies, bordées de portes palières intégrales. Le nom de la station est écrit en police d'écriture Parisine sur des panneaux rétro-éclairés encastrés dans les piédroits et sur des autocollants apposés aux façades de quai.

Quais de la ligne 14
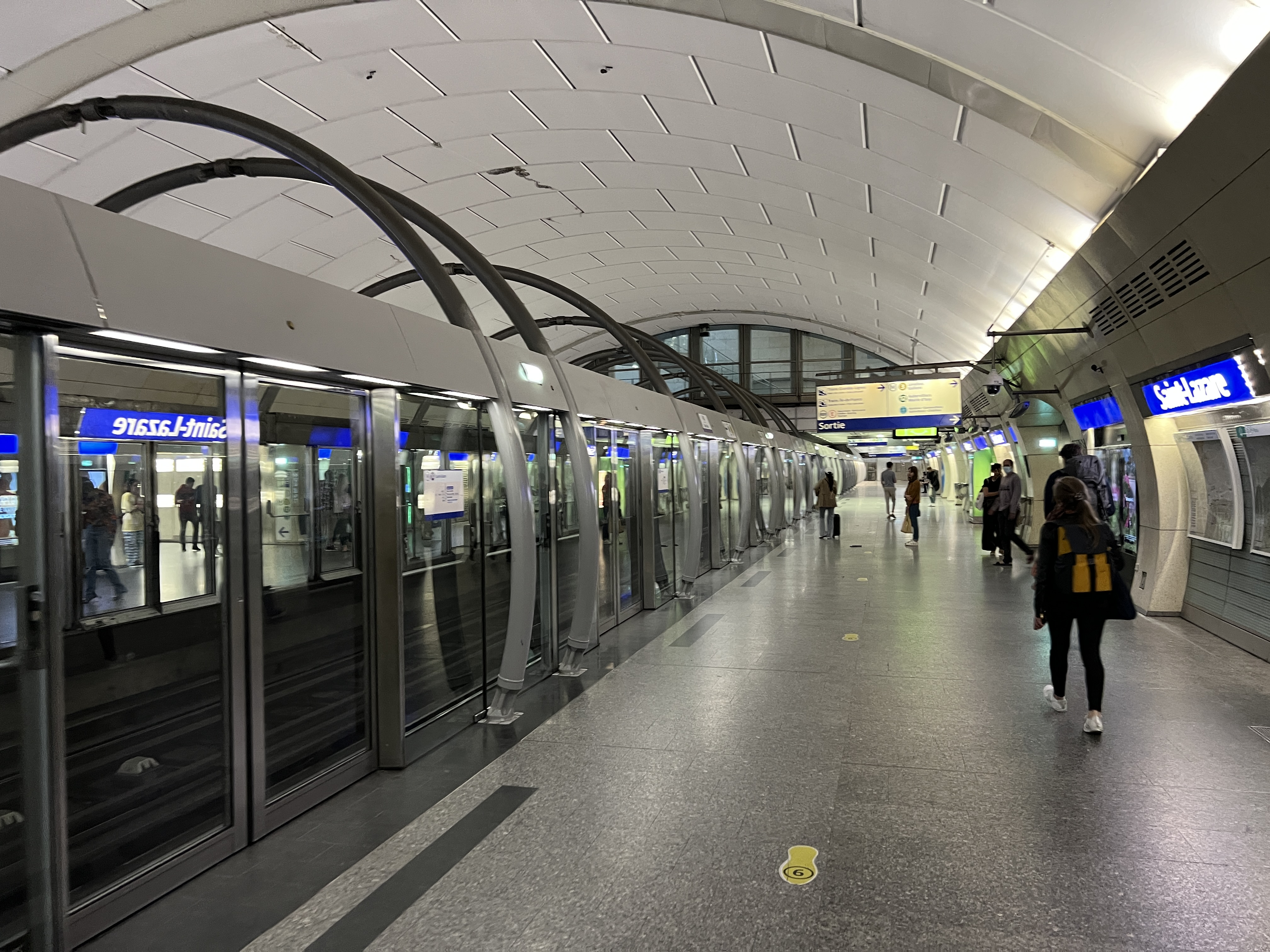
L'actuel quai en direction de Saint-Denis Pleyel.
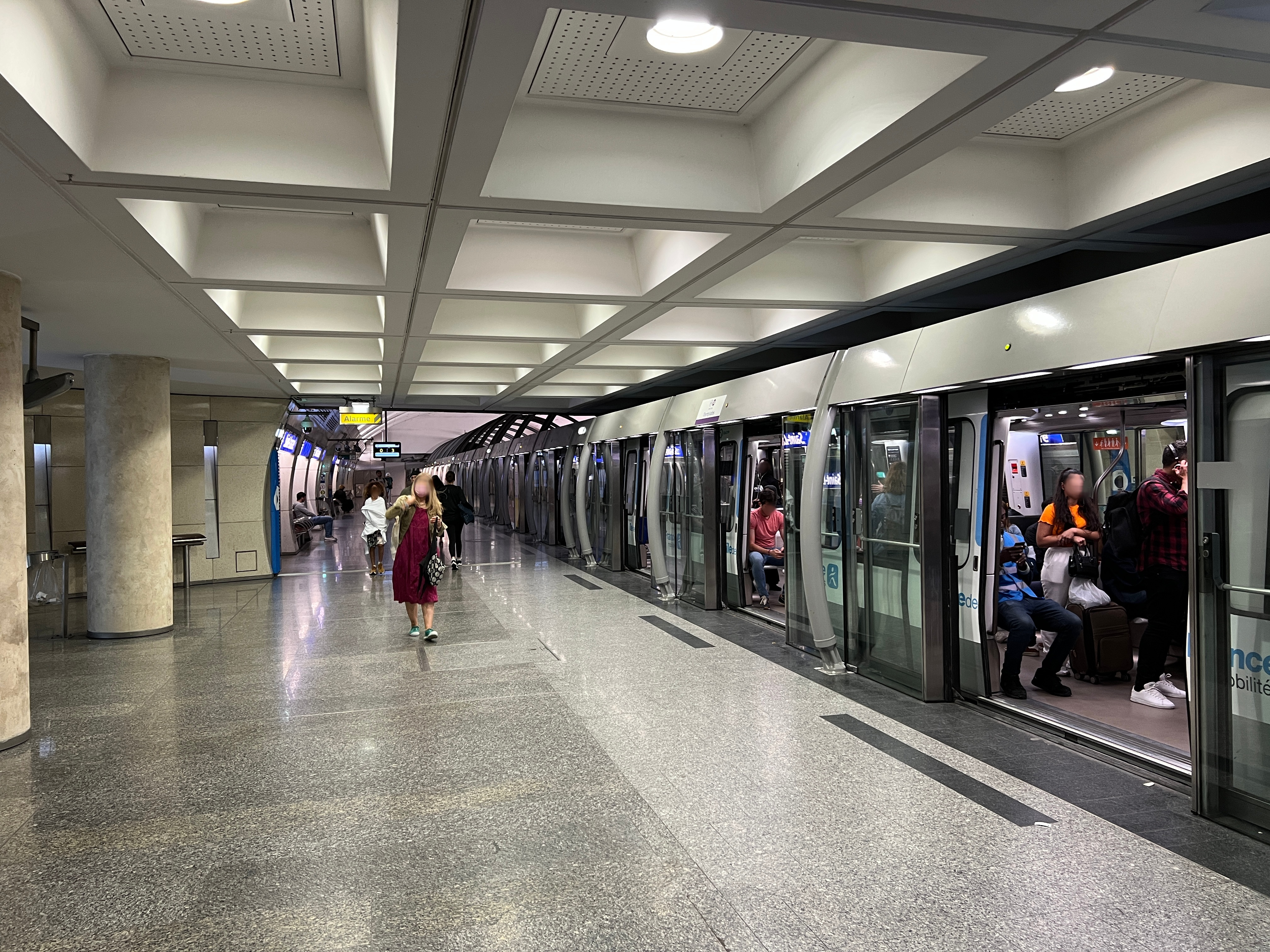
Le quai pour Aéroport d'Orly, sous la mezzanine.
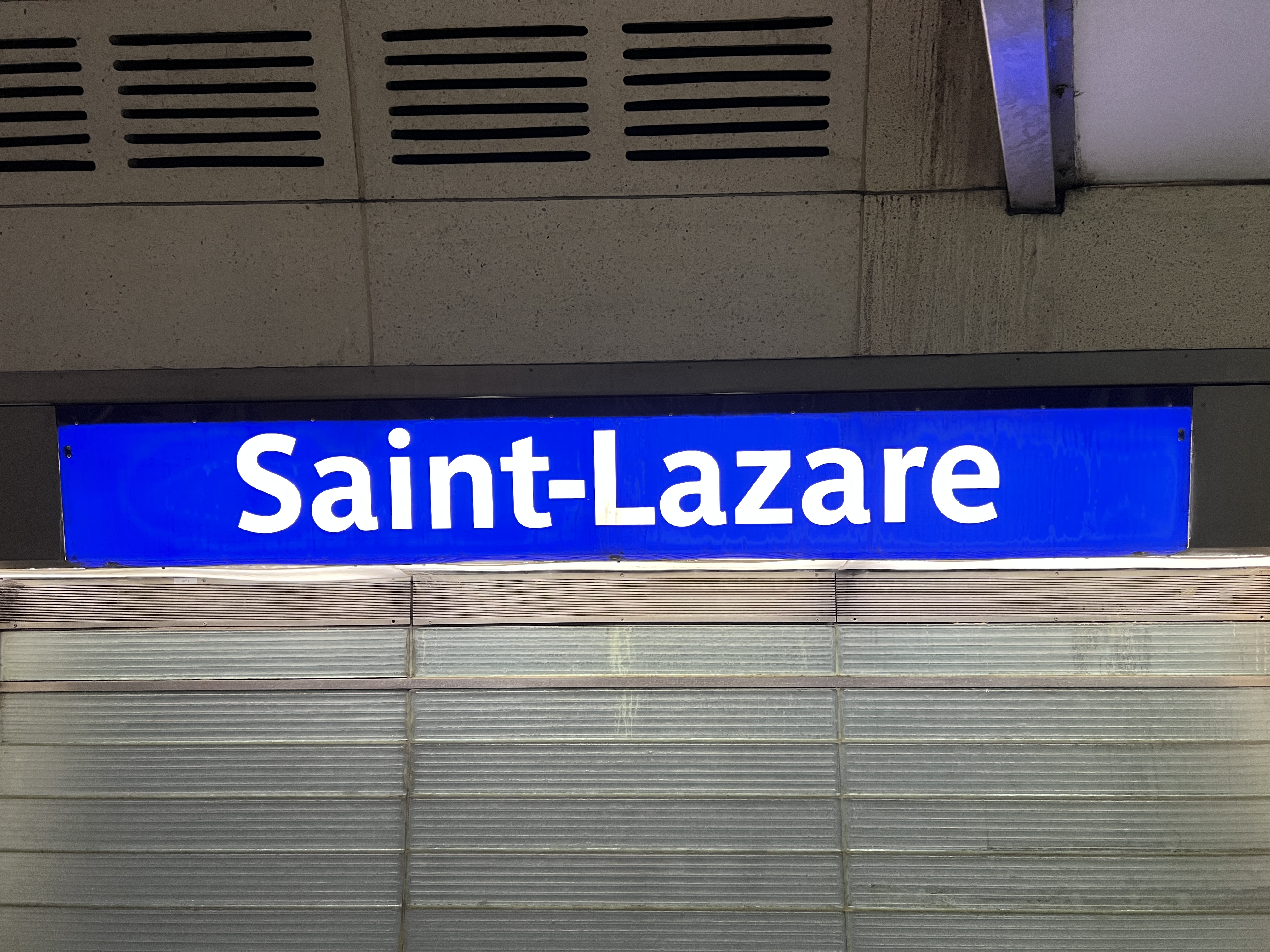
Panneau rétro-éclairé indiquant le nom de la station.

### Intermodalité
La station assure la desserte de la gare de Paris Saint-Lazare, laquelle constitue le point de départ des lignes J et L du Transilien qui desservent respectivement le nord-ouest et l'ouest de la région Île-de-France, ainsi que des TER Normandie qui donnent accès à la région Normandie.

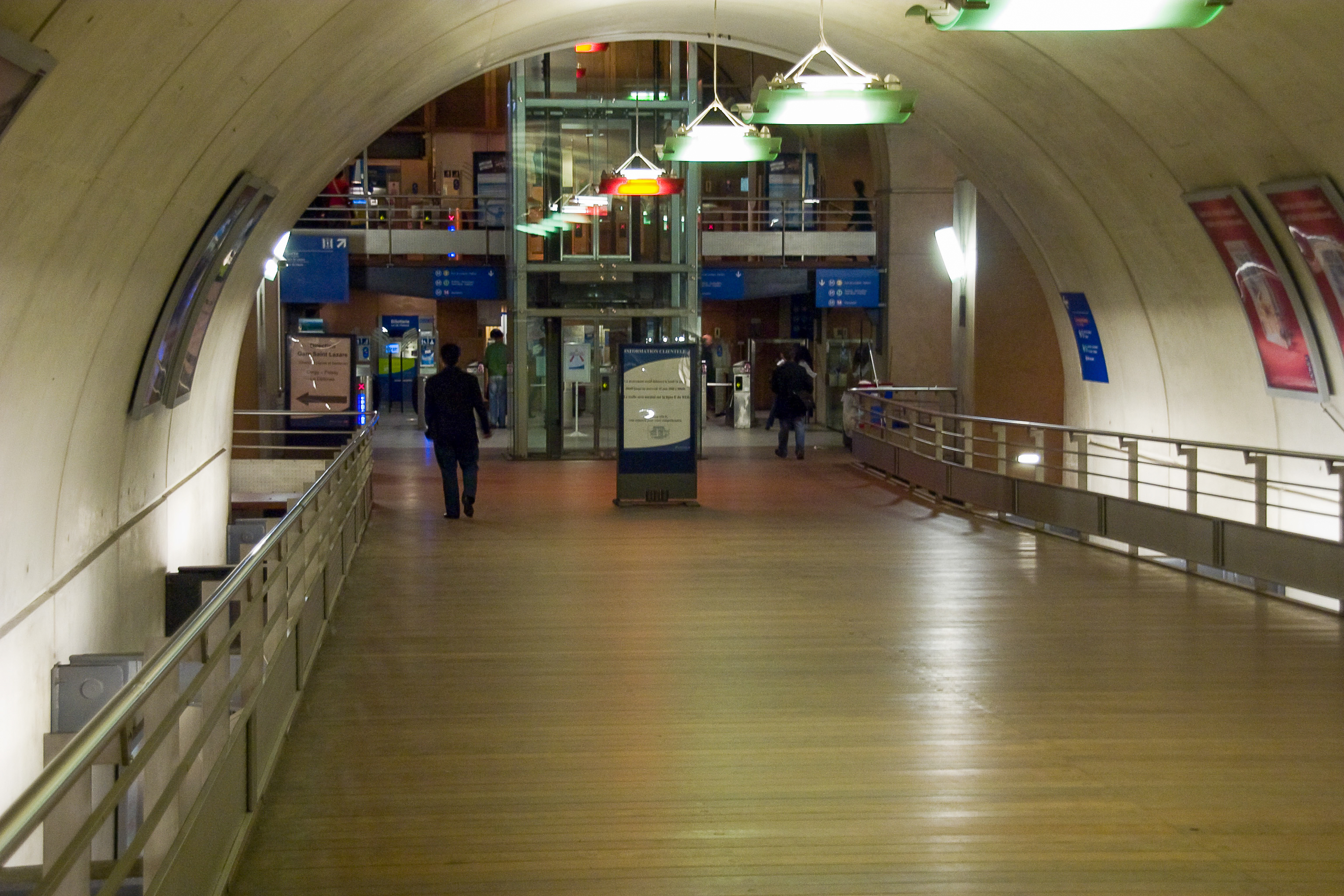
Vue d'un couloir de la gare d'Haussmann - Saint-Lazare reliant celle-ci à la station Saint-Lazare.

La station est en correspondance directe, depuis le 14 juillet 1999, avec la gare d'Haussmann - Saint-Lazare sur la ligne E du RER, ainsi qu'avec la station Saint-Augustin de la ligne 9 depuis le 9 décembre 2003, via les quais de la ligne 14. Cette dernière connexion permet également une correspondance souterraine indirecte entre les lignes 9 et 12, laquelle est mentionnée sur la signalétique directionnelle de certains accès et couloirs, mais ne figure pas sur les plans de ces deux lignes à bord des rames, compte tenu de sa longueur importante.
Il est par ailleurs possible via des couloirs supplémentaires de rejoindre la station Opéra en empruntant les couloirs d'accès à la première gare précitée, puis en traversant depuis Havre - Caumartin le hall de la gare d'Auber de la ligne A du RER et enfin les couloirs menant aux lignes 7 et 8 à la station Opéra. Cette continuité, mettant bout à bout plusieurs correspondances depuis la station Saint-Augustin jusqu'à Opéra et inversement, constitue la plus longue liaison piétonne souterraine du métro de Paris depuis fin 2003.
La station est également desservie par les lignes 20, 21, 22, 26, 27, 28, 29, 32, 42, 43, 66, 80, 94 et 95 du réseau de bus RATP et, la nuit, par les lignes N01, N02, N15, N16, N51, N52, N53, N150, N151, N152, N153, N154 et N155 du réseau Noctilien.

## À proximité
- Gare de Paris-Saint-Lazare
- Hilton Paris Opéra
- Brasserie Mollard
- Passage du Havre
- Ambassade de Guinée-Bissau
- Lycée Condorcet
- Église Saint-Louis-d'Antin